# Пам'ятник Олексію Шеїну
Пам'ятник Олексію Шеїну (рос. Памятник Шеину) — скульптурне зображення російського державного і військового діяча, ближнього боярина (з 1695), першого російського генералісимуса (1696) Олексія Семеновича Шеїна в місті Азов Ростовської області. Олексій Шеїн брав участь у кримських походах і за наказом царя придушував стрілецький бунт. В боях за Азов полководець отримав найвище військове звання. Пам'ятник відкрито 12 червня 2009 року. Авторами проекту стали заслужений художник Росії М. Лушніков, заслужений художник Росії, член-кореспондент Академії мистецтв Росії В. Мокроусов.
Місце розташування: історичний центр міста Азова, біля будинку №23 по вул. Московська.

## Пам'ятник
12 червня 2009 року в місті Азов Ростовської області було відкрито пам'ятник першому російському генералісимусу, соратнику Петра Першого, боярину Олексію Семеновичу Шеїн (1652 — 1700). Бронзова фігура військового діяча була встановлена на постаменті в історичному центрі Азова навпроти музею. О. Шеїн зображений стояв з шаблею в одній руці, однією ногою впирається в камінь фортеці. Висота пам'ятника з постаментом — близько 5 метрів.
Разом азовським пам'ятником Петру, Азовської фортецею і краєзнавчим музеєм він утворює історичний комплекс, що нагадує про сторінках літопису Азова і держави Російського. Напис на пам'ятнику говорить: «Олексій Семенович Шеїн - перший російський генералісимус (1652-1700)».
Бронзова фігура встановлена в історичному центрі Азова між Будинком Ковальова і 2-м корпусом Торгових Рядів.

## Історія
У 1695 і 1696 роках Петром I були зроблені Азовські походи — військові кампанії Росії проти Османської імперії. В Азовському поході 1696 року О. С. Шеїн очолював російські війська.
В результаті боїв здалися російським військам гарнізон Азова і фортеця Лютіх, що знаходилася при гирлі північного рукава Дону.
Воєвода Шеїн за заслуги у другому Азовському поході став першим російським генералісимусом.
Взяття Азова стало першою великою перемогою Росії у війнах з Османською імперією XVII ст. Цей великий стратегічний успіх росіян був закріплений у 1700 році Константинопольським мирним договором. Азов перестав бути північно-східним оплотом імперських прагнень Туреччини, доступ до Азовського моря на півдні Росії став відкритим. В результаті походів Росія отримувала Азов з прилеглою територією і знову побудованими фортецями (Таганрог, Павловськ, Міус) і перестала виплачувати щорічну данину кримському ханові.